# VISA

Logo-ul Visa (2006-2020)

VISA Inc. (NYSE: V) este o corporație multinațională de servicii financiare, și, alături de MasterCard, una dintre cele două companii internaționale majore pentru carduri de plată (carduri de credit, carduri de debit și carduri preplătite). Are sediul în San Francisco, Statele Unite ale Americii.

## Istoric
În 25 februarie 2008, VISA a anunțat că va lansa o ofertă publică inițială pentru jumătate din acțiunile sale.
În 18 martie 2008, VISA a stabilit recordul ofertelor publice inițiale din SUA, încasând 17,9 miliarde USD pentru 406 milioane de acțiuni la prețul de 44 USD fiecare.
În anul 2005, volumul mondial al tranzacțiilor de comerț electronic efectuate cu carduri Visa a depășit 174 miliarde dolari, iar numărul total de tranzacții a fost de 1,8 miliarde.
Visa are operațiuni pe toate continentele din întreaga lume, cu excepția Antarcticii. Aproape toate tranzacțiile Visa din întreaga lume sunt procesate prin intermediul VisaNet la una din cele patru facilități sigure. Centrele de date sunt situate în Ashburn, Virginia, Highlands Ranch, Colorado, Londra și Singapore.  Centrele de date sunt puternic protejate împotriva dezastrelor naturale, a criminalității și a terorismului; pot funcționa independent una de cealaltă și de utilități externe, dacă este necesar; și poate gestiona până la 30.000 de tranzacții simultane și până la 100 miliarde de calcul în fiecare secundă. Fiecare tranzacție este verificată peste 500 de variabile, inclusiv 100 de parametri de detectare a fraudei - cum ar fi localizarea și obiceiurile de cheltuieli ale clientului și locația comerciantului - înainte de a fi acceptate.
Visa este cea de-a doua cea mai mare organizație de plată a cardurilor din lume (cărți de debit și de credit combinate), după ce a fost depășită de China UnionPay în 2015, pe baza valorii anuale a plăților efectuate cu cardul și a numărului de carduri emise.  Deoarece mărimea UnionPay se bazează în primul rând pe mărimea pieței sale interne, Visa este dominantă în restul lumii în afara Chinei, cu o cotă de piață de 50% a plăților globale de carduri minus China.

## VISA în România
La sfârșitul anului 2005, existau peste 3,6 milioane de carduri Visa în România.
La sfârșitul anului 2007, peste 45.000 de comercianți acceptau plăți cu cardurile VISA, față de 36.000 în decembrie 2006.
Valoarea totală a tranzacțiilor efectuate cu carduri VISA emise în România fost de 10,3 miliarde euro în anul 2007, de 6,58 miliarde euro în 2006
și de 4,87 miliarde dolari în anul 2005.

## Produse
Printre serviciile financiare oferite consumatorilor se numără:
Carduri de credit
- Visa Classic
- Visa Gold
- Visa Platinum
- Visa Signature
- Visa Infinite

Carduri de debit
- Visa Debit Classic
- Visa Debit Gold
- Visa Debit Platinum
- Visa Debit Signature
- Visa Debit Infinite

Carduri preplătite
- Visa Travel Money
- Visa Beneficii de Angajați
- Visa Recargabil
- Visa Regalo
- Visa Incentive
- Visa Salarii

## Finanțe
| Regiune       | Vânzări în miliarde $ | Procent |
| ------------- | --------------------- | ------- |
| Statele Unite | 14.1                  | 43.3%   |
| International | 18.5                  | 56.7%   |

| An   | Venit (milioane $) | Venit net (milioane $) | Angajați |
| ---- | ------------------ | ---------------------- | -------- |
| 2005 | 2,665              | 360                    |          |
| 2006 | 2,948              | 455                    |          |
| 2007 | 3,590              | −1,076                 | 5,479    |
| 2008 | 6,263              | 804                    | 5,765    |
| 2009 | 6,911              | 2,353                  | 5,700    |
| 2010 | 8,065              | 2,966                  | 6,800    |
| 2011 | 9,188              | 3,650                  | 7,500    |
| 2012 | 10,421             | 2,144                  | 8,500    |
| 2013 | 11,778             | 4,980                  | 9,600    |
| 2014 | 12,702             | 5,438                  | 9,500    |
| 2015 | 13,880             | 6,328                  | 11,300   |
| 2016 | 15,082             | 5,991                  | 11,300   |
| 2017 | 18,358             | 6,699                  | 12,400   |
| 2018 | 20,609             | 10,301                 | 15,000   |
| 2019 | 22,977             | 12,080                 | 19,500   |
| 2020 | 21,846             | 10,866                 | 20,500   |
| 2021 | 24,105             | 12,311                 | 21,500   |
| 2022 | 29,310             | 14,957                 | 26,500   |
| 2023 | 32,653             | 17,273                 | 28,800   |
| 2024 | 35,926             | 19,743                 | 31,600   |

## Scandaluri
În 2003, Visa și MasterCard au soluționat o acțiune colectivă, plătind peste 3 miliarde de dolari pentru practici anticoncurențiale legate de politica „Acceptați toate cardurile”.
Începând din 2008, Comisia Europeană a investigat taxele de interschimb ale Visa, determinând reducerea acestora pentru plățile cu carduri de debit.
În decembrie 2010, Visa Europe a suspendat plățile către WikiLeaks, invocând investigații asupra activităților organizației. În replică, compania IT DataCell a anunțat acțiuni legale împotriva Visa. Totodată, grupul Anonymous a lansat un atac DDoS asupra site-ului visa.com. În 2012, un tribunal din Islanda a decis că partenerul local al Visa a încălcat legea, impunând reluarea donațiilor către WikiLeaks.
În 2011, operatorii de ATM-uri au intentat un proces împotriva Visa și MasterCard, acuzându-le de restricționarea concurenței prin reguli care împiedicau stabilirea unor taxe mai mici pentru rețele alternative. În 2017, cererea operatorilor de a opri aplicarea acestor reguli a fost respinsă.
Walmart și Kroger au acuzat Visa de taxe excesive, ceea ce a dus la încetarea temporară a acceptării cardurilor Visa în anumite locații. Ambele conflicte s-au soluționat ulterior.
În 2015, Visa a fost amendată cu 20 milioane AUD pentru practici anticoncurențiale care vizau conversia valutară dinamică.
În Polonia, taxele ridicate ale Visa (1,5-1,6%) au declanșat inițiative alternative de plată din partea comercianților și autorităților locale, pentru a evita dependența de Visa.
În 2020, Departamentul de Justiție a blocat achiziția Plaid de către Visa, invocând riscul de monopol pe piața plăților online. Visa și Plaid au renunțat la tranzacție în 2021.
În 2024, Comisia Europeană lansează o investigație privind taxele de schemă, vizând impactul acestora asupra comercianților.
În 2024, autoritatea de reglementare a plăților din Marea Britanie (PSR) a propus reguli care obligă Visa și Mastercard să ofere mai multă transparență privind taxele percepute comercianților și să consulte părțile implicate înainte de orice modificare a tarifelor.